# 헤이먼난쟁이견장과일박쥐
헤이먼난쟁이견장과일박쥐 또는 헤이먼견장과일박쥐(Micropteropus intermedius)는 큰박쥐과에 속하는 박쥐의 일종이다. 앙골라와 콩고민주공화국에서 발견된다. 자연 서식지는 아열대 또는 열대 기후 지역의 습윤 저지대 숲과 습윤 사바나 지역이다. 서식지 감소로 멸종 위협을 받고 있다.